# Venceslau I, Duce al Boemiei

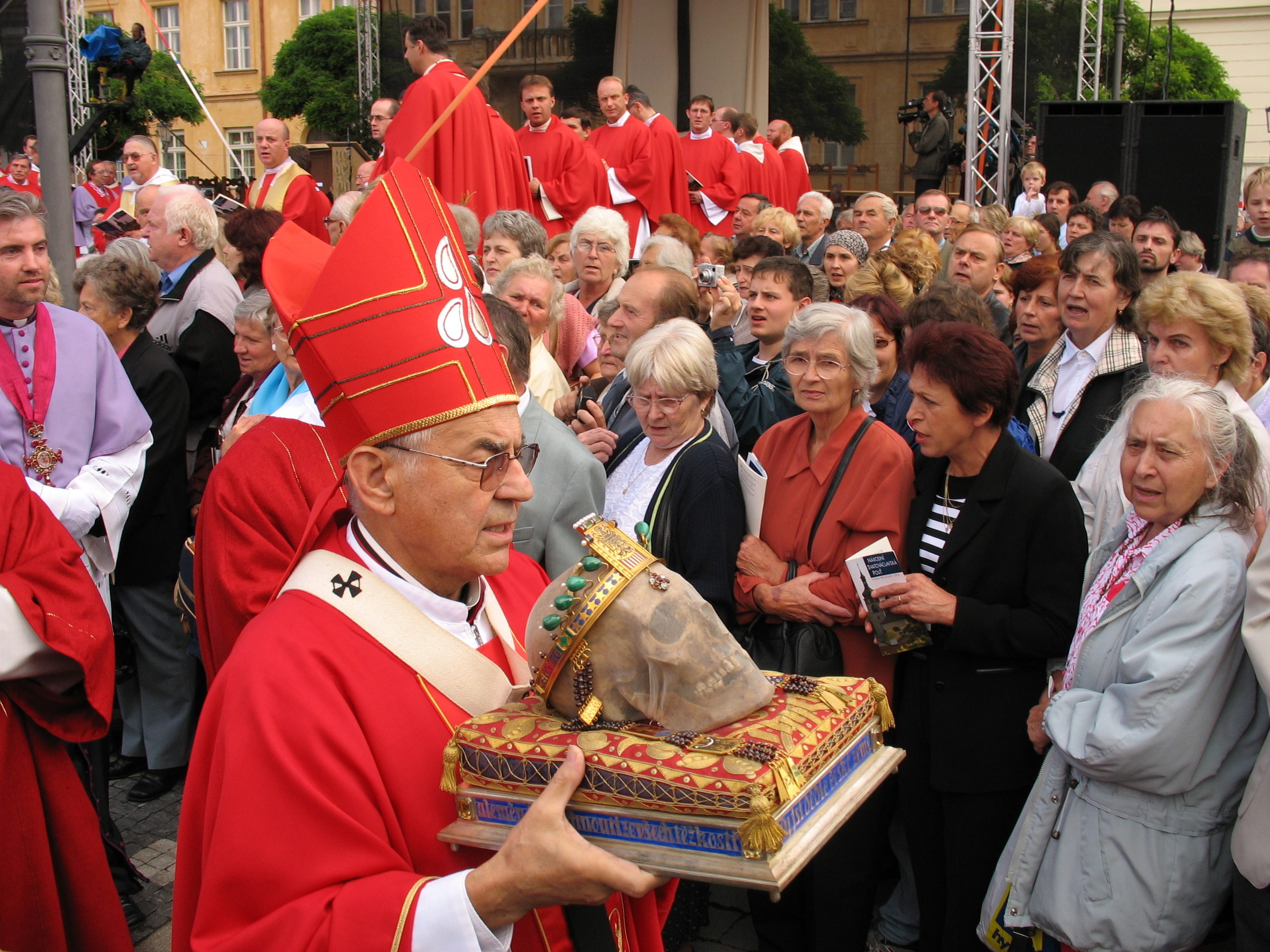
Cardinalul Miloslav Vlk purtând craniul Sfântului Venceslau în timpul procesiunii din 28 septembrie 2006

Venceslau I sau Sfântul Venceslau (în cehă Svatý Václav pronunție în cehă [ˈvaːtslaf] ⓘ, în germană Wenzel von Böhmen, în engleză Wenceslaus; n.c. 907 –  d. 28 septembrie 929 sau 935, Stará Boleslav), aparținând Dinastiei Přemyslid a fost ducele (kníže) Boemiei din anul 921 și până la asasinarea sa în anul 935, în urma unui complot pus la cale de fratele său, Boleslau cel Crud.
Martiriul său și popularizarea sa de către mai mulți biografi i-au creat rapid o reputație de bunătate și eroism ce a determinat ridicarea sa la rangul de sfânt și declararea post-mortem ca rege, iar astăzi este considerat patronul spiritual al Cehiei. El este subiectul cântecului „Good King Wenceslas”, colindă cântată de Ziua Sfântului Ștefan.

## Biografie
Venceslau a fost fiul lui Vratislau I, Duce al Boemiei din dinastia Přemyslid. Bunicul său, Borivoj I al Boemiei, a fost convertit de către Sfinții Chiril și Metodiu. Mama sa, Drahomíra, a fost fiica șefului de trib păgân al havolanilor, dar a fost botezată cu ocazia căsătoriei sale. Bunica sa paternă, sfânta Ludmila de Boemia, a supravegheat educația lui până când Venceslau a fost trimis, la o vârstă fragedă, la colegiul de la Budweis.
În 921, când Venceslau avea treisprezece ani, tatăl său a murit, iar bunica lui a devenit regentă. Geloasă pe  Ludmila  pentru influența pe care o exercita asupra lui Venceslau, Drahomíra a aranjat să fie omorâtă. Ludmila se afla la castelul Tetín din apropiere de Beroun atunci când a fost asasinată la 15 septembrie 921. Se spune că ar fi fost ștrangulată cu propriul ei voal. Ea a fost înmormântată mai întâi în Biserica Sf. Mihail din  Tetín, dar rămășițele sale pământești au fost mutate ulterior, probabil de către Venceslau, în Biserica Sfântul Gheorghe din Praga, care fusese construită de tatăl lui.
Drahomíra și-a asumat apoi rolul de regentă și a luat imediat măsuri împotriva creștinilor. Venceslau a preluat conducerea țării atunci când a devenit major. El a plasat ducatul sub protecția Sfântului Imperiu Roman, a adus preoți germani și a favorizat ritul latin în locul celui slavon, care căzuse în desuetudine în multe locuri din lipsă de preoți. Pentru a preveni conflictele dintre el și fratele său mai mic, Boleslau, cei doi și-au împărțit țara între ei, Venceslau atribuindu-i fratelui său un teritoriu întins.

### Domnia
După destrămarea Moraviei Mari, conducătorii Ducatului Boemiei au trebuit să facă față atât incursiunilor maghiarilor, cât și celor ale oștilor ducelui Saxoniei și regelui Franciei Răsăritene Henric Păsărarul, care au inițiat mai multe campanii militare înspre răsărit în teritoriile adiacente slavilor polavieni, țara de origine a mamei lui Venceslau. Pentru a rezista în fața atacurilor saxone, tatăl lui Venceslau, Vratislau, a format o alianță cu ducele bavarez Arnulf cel Rău, un aprig adversar, la acea vreme, al regelui Henric; cu toate acestea, alianța s-a destrămat după ce Arnulf și Henric s-au împăcat la Regensburg în 921.
În 924 sau 925, pe când avea vârsta de 18 ani, Venceslau și-a asumat conducerea țării și a exilat-o pe mama sa, Drahomíra. El l-a învins pe Radslav, rebelul duce de Kouřim. El a ctitorit, de asemenea, o biserică rotondă consacrată Sf. Vitus în Cetatea din Praga, care există și astăzi sub numele de Catedrala Sf. Vitus.
La începutul anului 929, oștile comune ale ducelui Arnulf al Bavariei și regelui Henric I Păsărarul au ajuns la Praga, în urma unui atac brusc, forțându-l pe Venceslau să reia plata unui tribut care fusese impuse pentru prima dată de regele Franciei Răsăritene Arnulf de Carintia în 895. Henric fusese forțat să plătească maghiarilor un tribut imens în 926 și avea nevoie de tributul Boemiei, pe care Venceslau refuzase, probabil, să-l plătească după reconcilierea dintre Arnulf și Henric. Un alt motiv posibil al atacului l-a reprezentat formarea alianței antisaxone între Boemia, slavii polabieni și maghiari.

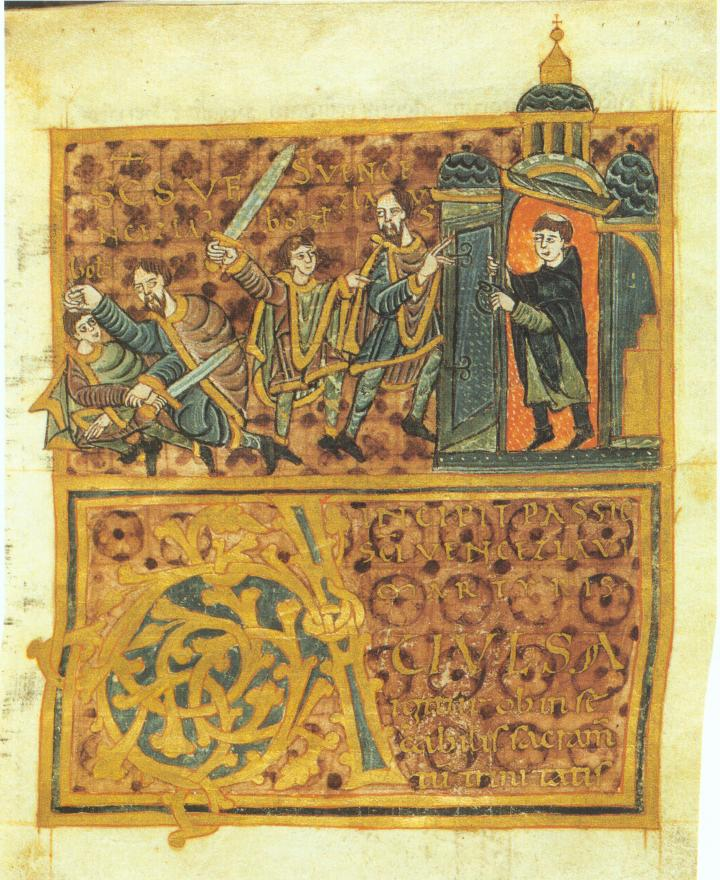
Asasinarea lui Venceslau: ducele fuge de fratele său (înarmat cu sabia) într-o biserică, dar preotul îi închide ușa.
Gumpold von Mantua, sec. al X-lea

### Crima
În septembrie 935 un grup de nobili aliați cu fratele mai mic al lui Venceslau, Boleslau, a complotat să-l asasineze pe Venceslau. Boleslau l-a invitat pe Venceslau la sărbătoarea Sfinților Cosma și Damian de la Stará Boleslav, iar trei dintre tovarășii lui Boleslau, Tira, Česta, și Hněvsa, au tăbărât asupra ducelui și l-au înjunghiat mortal. Ducele a căzut, iar Boleslau l-a străpuns cu lancea.
Potrivit lui Cosma din Praga, unul dintre fiii lui Boleslau s-a născut în ziua morții lui Venceslau și, din cauza circumstanțelor de rău augur ale nașterii sale, copilul a fost numit Strachkvas, ceea are înseamnă „sărbătoare groaznică”.
Există o tradiție care spune că slujitorul loial al Sfântului Venceslau, Podevin, i-a răzbunat moartea prin uciderea unuia dintre principalii conspiratori, dar a fost executat de Boleslau.

## Venerarea ca sfânt
Venceslau (Wenceslas) a fost considerat martir și sfânt imediat după moartea lui, când un cult al lui Venceslau s-a format în Boemia și în Anglia. În următoarele decenii de la moartea lui Venceslau au fost în circulație patru biografii ale lui. Aceste hagiografii au avut o influență puternică în conceptualizarea medievală a termenului rex justus sau „rege drept” — care este un monarh a cărui putere provine în principal din marea lui evlavie, precum și din calitățile sale princiare.

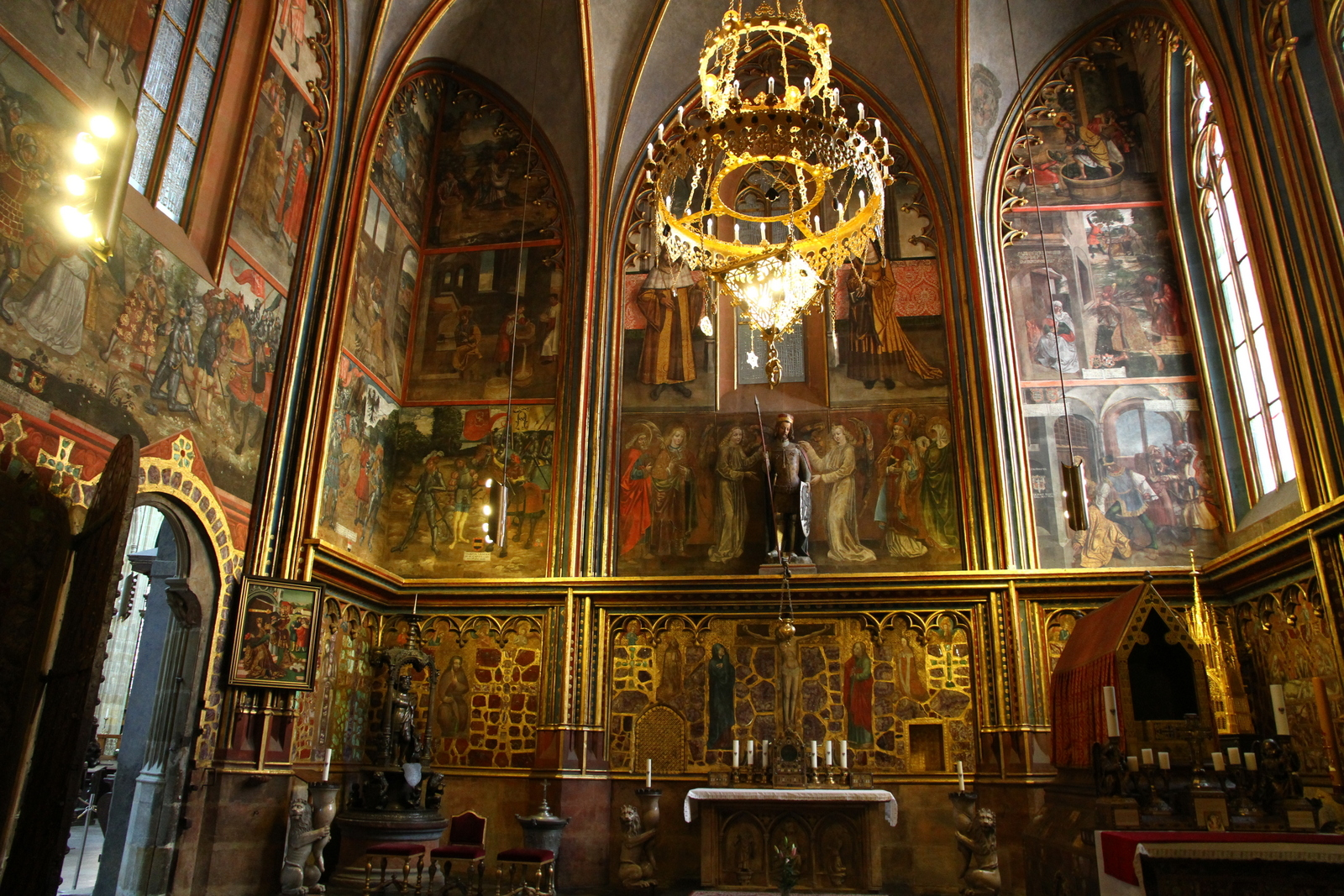
Capela Sf. Venceslau din Catedrala Sfântul Vitus din Praga.

Referindu-se aprobator la aceste hagiografii, cronicarul Cosma din Praga a scris în jurul anului 1119 următoarele:
„Dar faptele sale cred că le știți mai bine decât aș putea eu să vi le spun; căci, așa cum se poate citi în Passion, nimeni nu se îndoiește că, ridicându-se în fiecare noapte din patul său nobil, cu picioarele goale și numai cu un șambelan, el a mers pe la bisericile lui Dumnezeu și a dat cu generozitate de pomană văduvelor, orfanilor, celor din închisoare și care se confruntau cu diferite dificultăți, atât de mult încât el a fost considerat nu doar un prinț, ci tatăl tuturor celor nenorociți.”
Câteva secole mai târziu, legenda a fost susținută ca fapt real de papa Pius al II-lea.
Deși Venceslau a fost, în timpul vieții sale, doar duce, împăratul Sfântului Imperiu Roman, Otto I „i-a conferit postum [lui Venceslau] titlul și demnitatea regală” și de aceea, în legendă și în cântece, el este menționat ca „rege”.
Imnul „Svatý Václave” (Sf. Venceslau) sau „Corala Sfântului Venceslau” este unul dintre cele mai vechi cântece cehe cunoscute în istorie, datând din secolul al XII-lea, și este încă unul din cele mai populare cântece religioase în Cehia. În 1918, în perioada formării statului cehoslovac, acest cântec a fost propus să devină imnul național.
Sfântul Venceslau este sărbătorit pe 28 septembrie, în timp ce reînhumarea moaștelor sale, care a avut loc în 938, este comemorată la data de 4 martie.
Începând din anul 2000, ziua de 28 septembrie este sărbătoare publică în Republica Cehă, celebrată ca „Ziua Suveranității Cehe”.

### Legende despre Venceslau

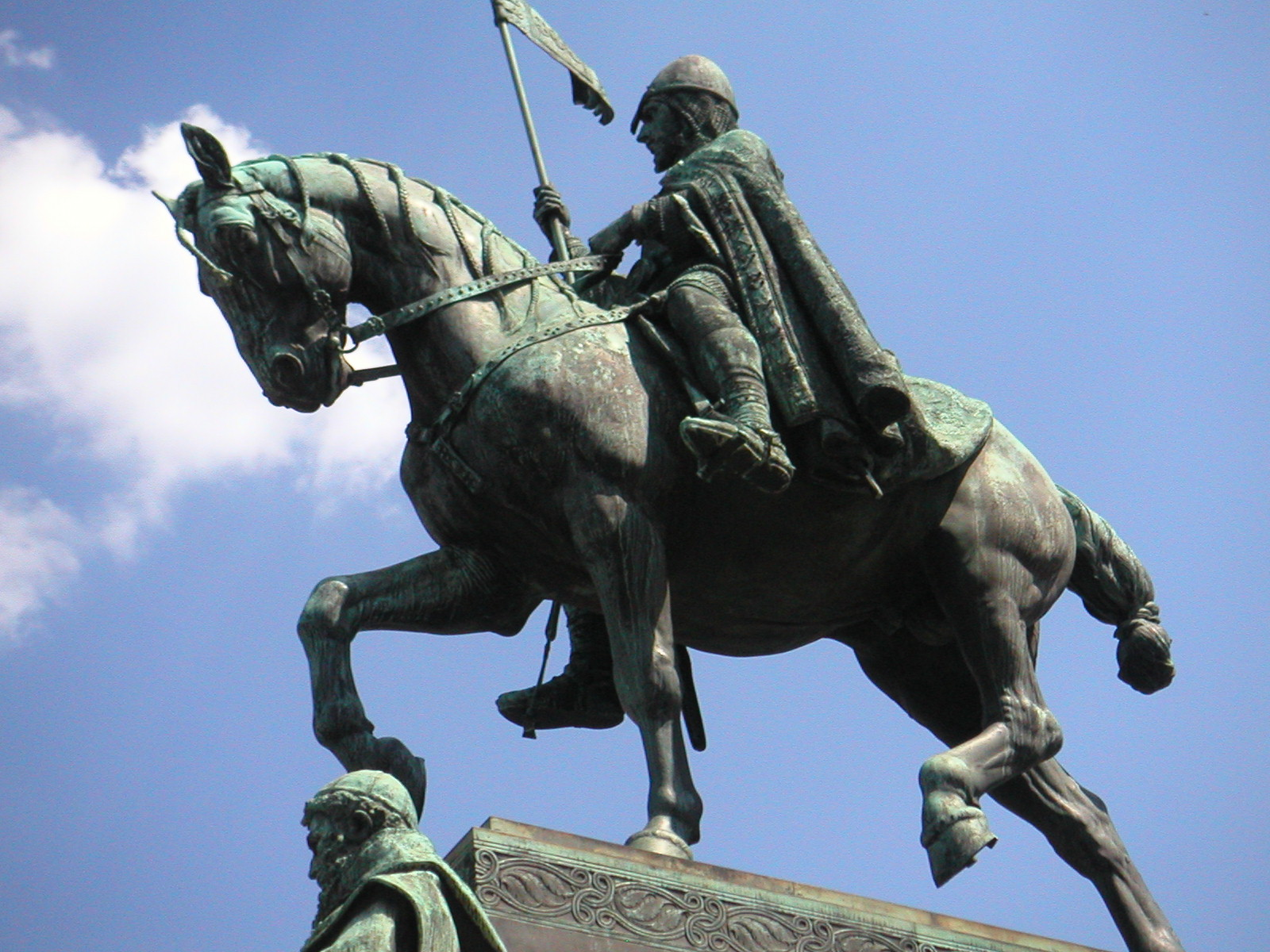
Statuia Sfântului Venceslau în piața omonimă din Praga

Potrivit unei legende un conte pe nume Radislas a organizat o rebeliune și și-a îndreptat oastea împotriva lui Venceslau. Acesta a trimis o solie pentru a face o ofertă de pace, dar Radislas a perceput mesajul regelui ca un semn de lașitate. Cele două armate s-au așezat în poziție de luptă, atunci când Venceslau, pentru a evita vărsarea de sânge nevinovat, i-a propus lui Radislas o luptă directă între ei înșiși. În timp ce Radislas se îndrepta spre duce, el a văzut doi îngeri alături de Venceslau, care i-au strigat: „Oprește-te!” Acest strigăt l-a străfulgerat pe Radislas și i-a schimbat intențiile. Dându-se jos de pe cal, el a căzut la picioarele lui Venceslau și i-a cerut iertare. Venceslau l-a ridicat și i-a oferit cu generozitate să trecă în slujba sa.
O a doua legendă veche susține că o mare armată de cavaleri se află adormită în interiorul muntelui Blaník din Republica Cehă. Cavalerii se vor trezi și sub comanda Sfântul Venceslau vor sări în apărarea poporului ceh atunci când acesta se va confrunta cu un pericol grav. O legendă, în mare parte asemănătoare, din Praga spune că, atunci când țara este în pericol sau în perioadele ei cele mai întunecate, statuia ecvestră a regelui Venceslau din Piața Venceslau va reveni la viață, ridicând armata adormită de pe muntele Blaník și la trecerea pe Podul Carol calul său se va poticni și va trece peste o piatră, scoțând la iveală legendara sabie a ducelui Bruncvík. Cu această sabie, regele Venceslau îi va ucide pe toți dușmanii cehilor, aducând pace și prosperitate în țară. Ogden Nash a scris un poem epic „The Christmas that Almost Wasn't” (transpus în film cu același nume), vag inspirat din aceeași legendă, în care un băiat îi trezește pe Venceslau și pe cavalerii săi pentru a salva un regat de uzurpatorii care au interzis sărbătorirea Crăciunului.

## Moștenire
Venceslau este subiectul popularei colinde „Good King Wenceslas”, cântată de Ziua Sfântului Ștefan (sărbătorită în Occident pe 26 decembrie). Aceasta a fost publicată de John Mason Neale în 1853 și ar putea fi o traducere a unui poem al poetului ceh Václav Alois Svoboda. Orografierea uzuală în engleza americană a numelui Ducelui Wenceslas, Wenceslaus, este întâlnită ocazional în variantele ulterioare ale colindei, deși el nu a fost folosit de Neale în versiunea lui. Venceslau nu trebuie să fie confundat cu regele Venceslau I al Boemiei (Venceslau I Premyslid), care a trăit cu mai mult de trei secole mai târziu. 

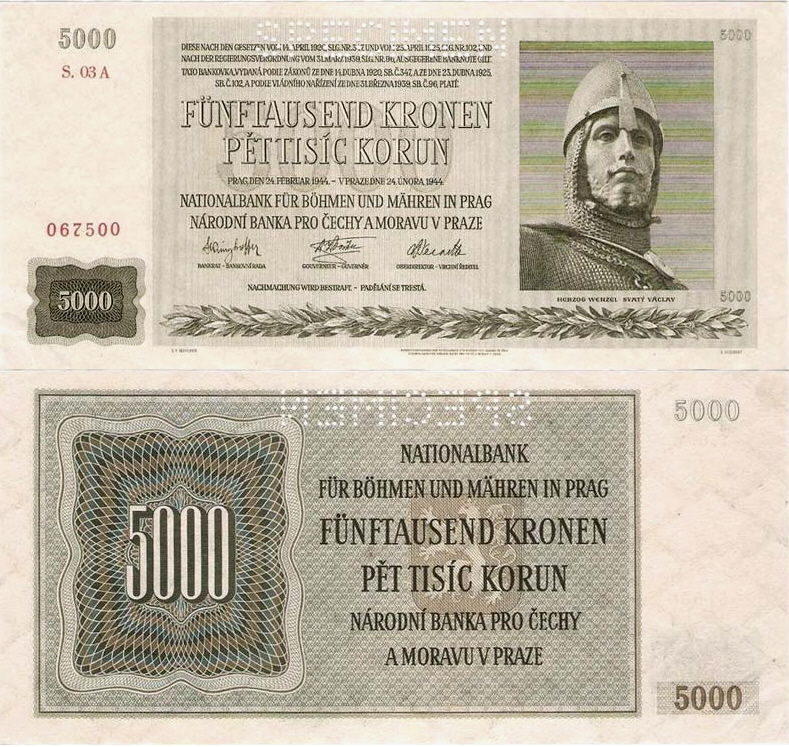
Bancnota de 5000 de coroane care a circulat în perioada 1944–1945 în Protectoratul Boemiei și Moraviei.

O statuie ecvestră a Sfântului Venceslau și a altor patroni ai Boemiei (Sf. Adalbert, Sf. Ludmila, Sf. Prokop și Sf. Agnes a Boemiei) se află în Piața Venceslau din Praga. Statuia este un loc popular de întâlnire în Praga, unde au avut loc demonstrațiile împotriva regimului comunist.
Coiful și armura lui Venceslau sunt expuse în muzeul Cetății din Praga.

## Tradiție
Ziua Sfântului Venceslau, 28 septembrie 1914, a fost aleasă de companionul ceh în Rusia pentru fundație în Piața Sofia din Kiev, iar Primul Regiment de Pușcași al legiunilor cehoslovace a fost numit inițial "Regimentul de Pușcași al Sfântului Venceslau".

### În cultura populară
Filmul de televiziune Good King Wenceslas (1994) este o povestire fictivă a vieții sale. Jonathan Brandis interpretează rolul principal, alături de el jucând Leo McKern, Stefanie Powers și Joan Fontaine (în rolul Ludmilei).
O piesă de teatru scrisă de Alick Rowe și difuzată în 1987 de postul de radio BBC, Crisp and Even Brightly, cu Timothy West în rolul lui Venceslau, este o repovestire comică a poveștii colindei, prezentând complotul unui paj pe nume Mark și al unor spioni pentru a-l detrona pe rege.
Imaginea sa a fost reprezentată pe bancnota de 5000 de coroane emisă la 24 februarie 1944 de Banca Națională pentru Boemia și Moravia și care a circulat în perioada 1944 – 1945 în timpul Protectoratului Boemiei și Moraviei, teritoriu autonom al Germaniei Naziste.

## Genealogie
| Bořivoj I născut între 852 și 855 a murit între 888 și 891 | Bořivoj I născut între 852 și 855 a murit între 888 și 891 |                                                       |                                                       | Sfânta Ludmila născută în jurul anului 860 a murit la 15 septembrie 921 | Sfânta Ludmila născută în jurul anului 860 a murit la 15 septembrie 921 |  |  | ? | ? |                                      |                                      | ? | ? |
|                                                            |                                                            |                                                       |                                                       |                                                                         |                                                                         |  |  |   |   |                                      |                                      |   |   |
|                                                            |                                                            |                                                       |                                                       |                                                                         |                                                                         |  |  |   |   |                                      |                                      |   |   |
|                                                            |                                                            | Vratislau I născut în 888 a murit la 13 februarie 921 | Vratislau I născut în 888 a murit la 13 februarie 921 |                                                                         |                                                                         |  |  |   |   | Drahomíra de Stodory? a murit în 935 | Drahomíra de Stodory? a murit în 935 |   |   |
|                                                            |                                                            |                                                       |                                                       |                                                                         |                                                                         |  |  |   |   |                                      |                                      |   |   |
|                                                            |                                                            |                                                       |                                                       |                                                                         |                                                                         |  |  |   |   |                                      |                                      |   |   |
|                                                            |                                                            |                                                       |                                                       |                                                                         |                                                                         |  |  |   |   |                                      |                                      |   |   |

|  |  | Venceslau I născut în jurul anului 907 a murit se pare la 28 septembrie 935 |